# Vávrův mlýn
Takzvaný Vávrův mlýn (přesněji Vávrův obytný dům, původně Michalovicův dům)  je objekt čp. 1239/II stojící v Praze 1, v Novomlýnské ulici, Nové mlýny 2, orientovaný hlavním vchodem do nábřeží a sousedící s rohovým domem č. 5 do Revoluční třídy. Nikdy nebyl mlýnem, protože Nové mlýny stály na řece, ale obydlím mlynáře. V seznamu památek hl. m. Prahy je zapsán pod nesprávným, ale tradičním názvem Vávrův vodní mlýn.
V domě sídlí Poštovní muzeum Praha.

## Historie

### Předchůdci domu
Na pozemku dnešního Vávrova domu a v okolí již od 13. století bydleli rybáři, lazebníci nebo lázeňští a také mlynáři. Ve středověku zde byly tůně a jejich voda se používala pro lázně sv. Klimenta.
Zástavba zde byla již od poslední čtvrtiny 14. století; přesný místopis domu čp. 1239/II V.V. Tomek připsal buď mlýnu Fance Norimbergera (od roku 1380) nebo rybáře Machsanta (od 1379). Majitelé se často střídali a v polovině 16. století domek připadl novoměstské obci. Po velkém požáru v roce 1689 objekt z větší části lehl popelem. Předpokládá se, že tato budova byla dřevěná, zachovaly se sklepní renesanční zdi s pozdější barokní klenbou.

### Stávající budova

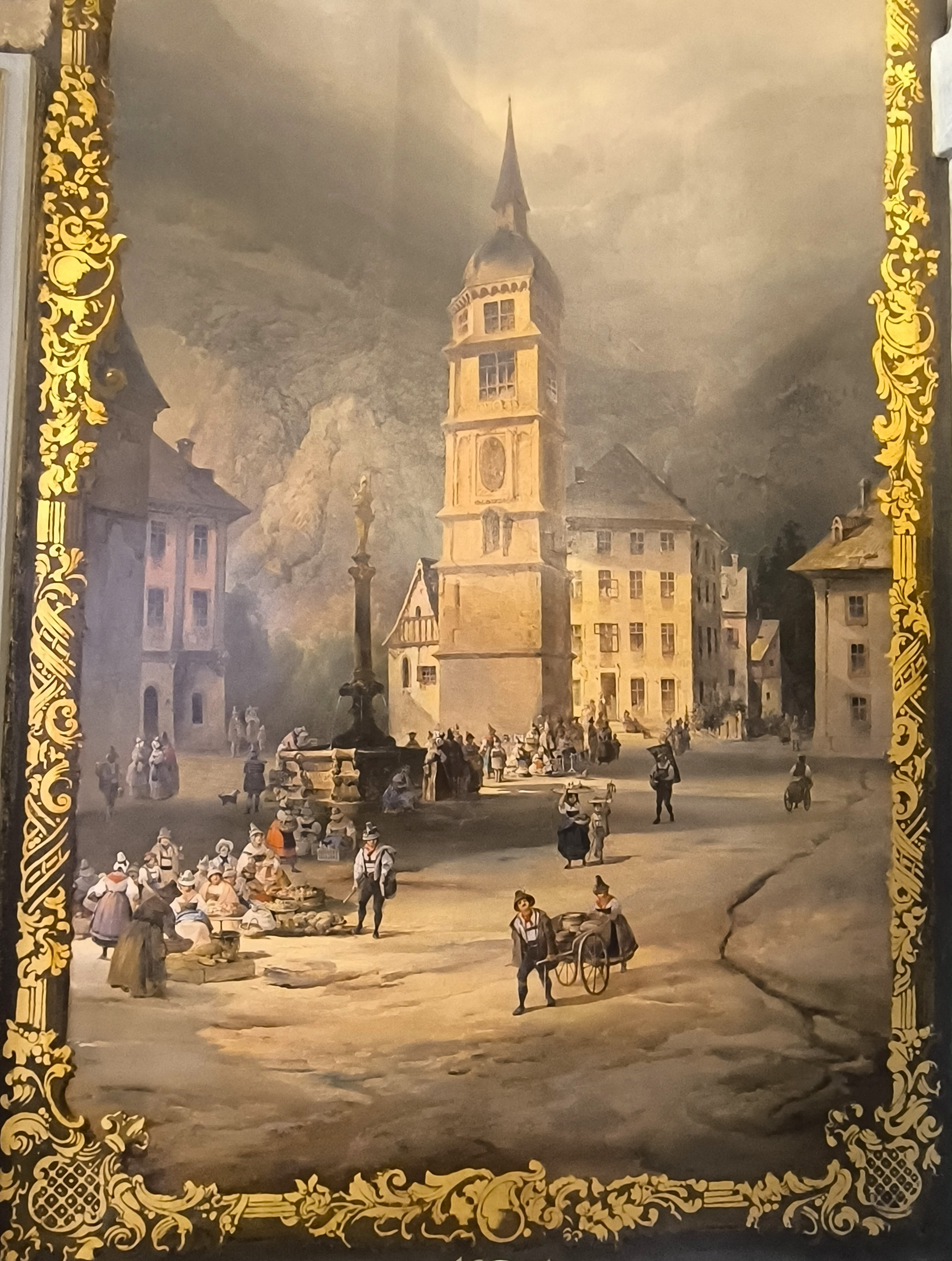
Josef Navrátilː Alsdorf, veduta Alpském salónu

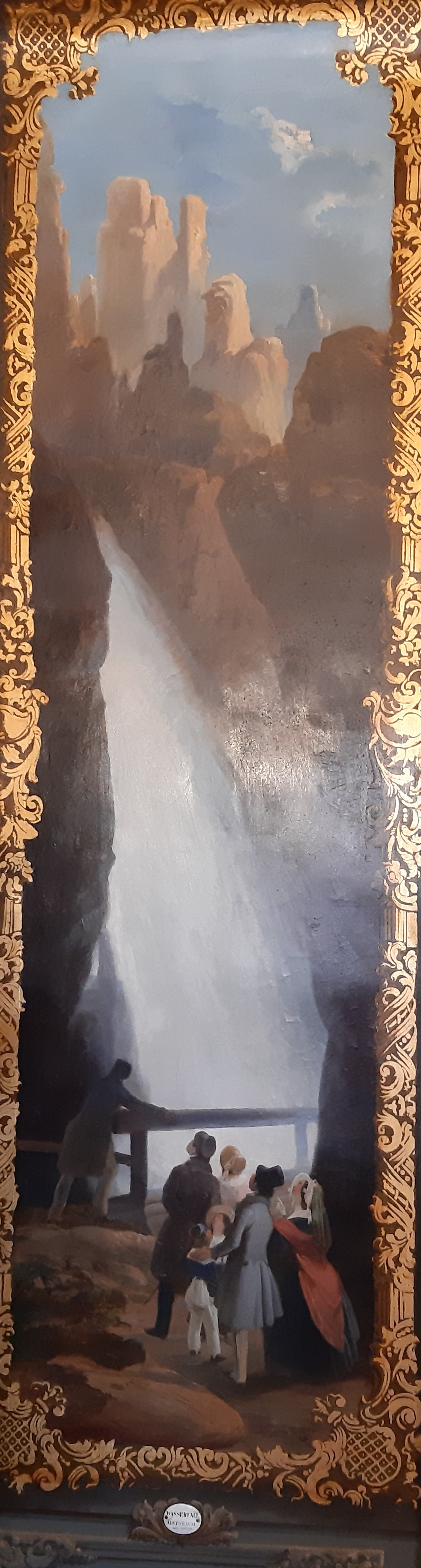
Josef Navrátil: Adršpašské vodopády, muž s hůlkou za zády a v mlynářské čepici údajně Václav Michalovic)

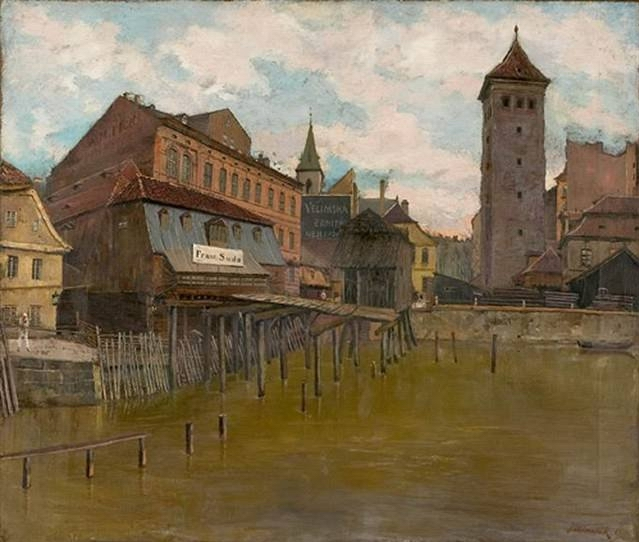
Jan Minařík: Nové mlýny (Vávrův dům vlevo od věže, napůl zakrytý dřevěnou budovou na pilotech, 1907)

Společně s rekonstrukcí Nových mlýnů na řece, které také patřily Novému Městu pražskému, byla v letech 1689–1690 znovu postavena i obytná budova po dnešním čp. 1239/II, která patřila k inventáři mlýnů. V této podobě se objekt v zásadě dochoval.
V první polovině 18. století začalo město mlýny dlouhodobě pronajímat. V roce 1750 získal Nový mlýn poblíž kostela sv. Klimenta spolu s obytnou budovou mlynář František Klika. Po jeho smrti zdědila mlýn vdova a její potomci. V roce 1788 zakoupila mlýn Josefa Vorlová „k ruce“ svého nezletilého syna (patrně z prvního manželství) Václava Michalovice.

### Rodina Michaloviců
V roce 1788 mlýn převzal Václav Michalovic (1768–1840), s manželkou Magdalénou, rozenou Kuršovou (1776–1816). Michalovic jej i s obydlím roku 1800 definitivně vykoupil z majetku Nového Města. 
Jeho syn Václav Karel Michalovic (1798–1851) navštěvoval stolní společnost Nimrodi ve staroměstském pivovaru U Kléblatů, jejímiž členy byli mezi jinými Josef Jungmann a malíř Josef Navrátil, u kterého si Mitrovic v roce 1847 výzdobu domu objednal. Navrátil byl taky Michalovicovým sousedem, bydlel v Truhlářské ulici čp. 1118/II. 
V rodině Michaloviců zůstal dům do konce 80. let 19. století, kdy jej koupil podnikatel JUDr. Václav Cicvárek, spolumajitel mlýnů v Čejeticích a ve Vinci..

### Rodina Vávrů
Od roku 1890 je v soupisu pražských obyvatel tento dům uváděn jako bydliště pekařského mistra Zdeňka Vávry a jeho manželky Marie, rozené Labutkové.  Zpráva o převodu nemovitosti na manžele Vávrovy pochází až z počátku roku 1900. Noví majitelé zakoupili dům od JUDr. Václava Cicvárka za 45 000 zlatých.
V majetku rodiny Vávrů až do roku 1948, kdy byl znárodněn a předán OPBH. Rodina majitelů žila v domě ještě v 70. letech 20. století.
Mlýny na řece vzaly za své při její regulaci. Vávrův dům a především jeho malířská výzdoba, pro kterou byl prohlášen za památku I. kategorie, zůstal v pražské památkové rezervaci.

## Výzdoba

### Malby Josefa Navrátila
Výzdobu nástěnnými malbami v domě provedl roku 1847 malíř a dekoratér Josef Navrátil na objednávku bohatého mlynáře a novoměstského měšťana Václava Michalovice, který byl umělcovým přítelem, milovníkem umění, sběratelem a Navrátilovým spolustolovníkem v dávno již zrušeném pivovaře U Kléblatů. Původní krajinomalby s figurální stafáží a medailonky se dochovaly téměř úplně v 1. patře severního křídla domu, a to v rohovém Alpském salonu, méně v jídelně, a lépe v Divadelním salonku. Všechny jsou namalovány olejovou temperou. 
- Alpský salon – Navrátil namaloval osm vedut ve zlacených plastických rámech, z toho pět alpských krajin (Meiringen, Altdorf, kaple Viléma Tella u jezera Vierwaldersee, Poustevna svaté Vereny u Solothurnu, Gasteinské údolí na Solnohradsku) a jednu vedutu z Turína pod Monte Superga podle grafických předloh britského výtvarníka Henriho Winklese, krajinu s hradem Kamýkem na Litoměřicku a vodopád v Adršpachu podle vlastních skic. Doplnil do nich svou vlastní figurální stafáž[15].
- Jídelna – Navrátilovo zátiší s ovocem a číší vína zdobí supraportu dveří.
- Divadelní salonek – miniaturní medailony s mytologickými, historickými či divadelními scénami jsou orámované novorokokovými ornamentálními pásy. představujíto Libušin soud, Povolání Přemysla Oráče od pluhu, Duch knížete Kroka, Zapomenutá stráž (?), Císař Konrád a jeho dcera Jitka, Oldřich a Božena, Loďka krále Václava IV. a lazebnice Zuzana, Král a harfenice, Faust a Markétka, Vilém Tell, Robert a ďábel, Zjevení Bílé paní, Únos ze Serailu a scéna z Wagnerovy opery Zlato Rýna.

### Kamna
- Troje kachlová kamna s figurálními reliéfy z římské mytologie a vázami na vrcholu dodal Václav Jan Sommerschuh.

- Socha Génius poštovnictví (muž vypouštějící poštovního holuba), model ze dřeva vyřezal Čeněk Vosmík roku 1928; stojí na podestě schodiště v mezipatře a patří do expozice Poštovního muzea.

Vávrův dům se svými Navrátilovskými interiéry, podobně jako zámek v Zákupech, Liběchově nebo v Jirnech, patří k vrcholným dílům českého dekorativního umění poloviny 19. století.

### Zajímavosti
Osobnost zadavatele výzdoby Vávrova domu je připomenuta na Navrátilových malbách v tzv. Alpském pokoji
- Malíř vyobrazil monogram Václava Michalovice (WM) na malbě švýcarského Altdorfu, na  pytli s moukou.
- Václav Michalovic má být vyobrazen jako jeden z výletníků před adršpašským vodopádem (muž s hůlkou za zády).[16]

## Rekonstrukce a dnešní užití
Přesto, že malby Josefa Navrátila byly v padesátých letech restaurovány prof. Bohuslavem Slánským, dům chátral a hledalo se pro něj vhodné využití. Na doporučení Útvaru hlavního architekta hl. m. Prahy jej koncem 70. let převzalo Ředitelství pošt Praha. Celý prostor byl v letech 1986 až 1988 rekonstruován a od té doby v něm sídlí Poštovní muzeum Praha.